# Josef Pelíšek
Josef Pelíšek (21. srpna 1889 Semtěš u Čáslavi – 17. května 1969 Praha) byl český básník a překladatel ze slovanských literatur.

## Biografie
Narodil se jako syn evangelického faráře Jana Pelíška v Semtěši u Čáslavi. Matka zemřela v raném dětství, otec strávil posledních deset let na lůžku. Absolvoval gymnázium v Čáslavi, poté studoval právnickou fakultu v Praze, odkud přestoupil na filozofickou fakultu. Obor čeština-francouzština však nedokončil. Několik měsíců strávil v Rusku, za 1. světové války pracoval jako tovární dělník v Praze-Libni, roku 1916 bojoval na východní frontě v Itálii, v Bosně a Dalmácii. V roce 1918 byl zajat, do vlasti se vrátil v červnu 1919 a stal se úředníkem ministerstva zahraničí v Praze.

## Dílo
Psal intimní a společenské verše. Básně publikoval v časopisu Čas, který se zaměřoval na realistickou tvorbu. Pelíškovo dílo bylo ovlivněno citovým vztahem k předrevolučnímu Rusku, válečnou zkušeností a náboženstvím. Přeložil řadu významných děl ruské poezie a prózy (F. M. Dostojevskij), zabýval se i poezií lužickosrbskou a srbochorvatskou.
- Těsnou branou – prvotina, doznívající vlastenectví válečné doby
- V tříšti chvil – epigonská sbírka, rodinné a cestovní dojmy. Obsahuje válečný cyklus Sarajevo
- K životu – sociálně vyhraněné verše, vyjadřují zklamání z poválečného společenského vývoje
- Úzkou cestou – knižní výběr fejetonů a drobných příspěvků publikovaných v Času, Akademii a Právu lidu